# ريكآردو دي سينيي
ريكآردو دي سينيي (بالإيطالية: Riccardo Di Segni)‏ (و. 1949  م) هو طبيب، وحاخام، وإشعاعاتي ‏ إيطالي، ولد في روما.

## مناصب
تولى منصب الحاخام الأكبر
.